# Пестриков Михайло Родіонович
Миха́йло Родіо́нович Пестриков (1864, Калуга — 1930) — український та російський художник й педагог.

## Життєпис
Закінчив Калузьке реальне училище, в Петербурзькій художній академії навчався в 1883—1893 роках, 1887 закінчив науковий курс.
За час навчання нагороджений медалями — 1888 року двома срібними, 1891 — срібною, 1892 — золотою за програму «Всесвітній потоп».
В листопаді 1893 року отримує звання класного художника 1 ступеня за програму «Грішниця, обливаюча сльозами ноги Спасителя», на викладацьку працю їде до Харкова.
Працював педагогом у багатьох художніх закладах Харкова, з 1896 року — у художньому училищі, по тому в художньому та технологічному інституті. Особливістю його методу навчання була «методична бездоганність», цю технологію він відпрацьовував серйозно і продумував деталі уроків.
Серед його учнів — В. Аверін, О. Дейнека, Б. Косарєв, О. Лейбфрейд, Г. Цапок.
Входив до складу Товариства харківських художників, певний час в ньому головував.

Жіночий портрет

## Творчість
Творив у площині монументально-декоративного та станкового живопису.
Виконував розписи в будинках, виконаних за проєктами архітектора О. Бекетова:
- їдальня в приватному будинку Бекетова — згодом Будинок вчених,
- інтер'єр п'ятиглавої церкви в стилі московських церков 17 століття (Каплунівська), вулиця Григорія Сковороди (розібрана в 1930-х роках),
- актовий зал Пастерівського інституту (НДІ мікробіології сироватки ім. І. Мечникова),
- храм в ім'я Нерукотворного образу Христа Спасителя — церква на території колишнього Комерційного училища, зруйнована в часі Другої світової війни,
- зал з рестораном для пасажирів 1-го та 2-го класів — Харківський центральний залізничний вокзал, архітектор Ю. Цауне (роботи зруйновані під час нацистсько-радянської війни).

Серед його робіт:
- «Всесвітній потоп», 1892,
- «Грішниця, обливаюча сльозами ноги Спасителя», 1893,
- «Жіночий портрет», 1927.